# Brith Gof
Brith Gof fu una compagnia teatrale e di performance art del Galles, attiva fra il 1981 ed il 1997. Una delle loro caratteristiche era l'uso della lingua gallese. I registi della compagnia erano Mike Pearson e Cliff McLucas. Il loro lavoro era fortemente caratterizzato da progetti Site-specific.

## Alcuni progetti

### Dal 1981 al 1884
- Branwen
- Rhiannon
- Rhosys Cochion ('Rose Rosse')
- Gwaed Neu Fara ('Sangue o Pane')
- Y Gwaelodion ('L'asilo notturno' di Maksim Gor'kij)
- Ymfydwyr ('Emigranti')
- Gernika! Beschreibung siehe oben

### Dal 1985 al 1988
- Gwyl y Beibl ('Bibel Festival')
- Makbeth
- Du a Gwyn (‘Schwarz und Weiß’) Beschreibung siehe oben
- Pandaemonium: Die wahren Kosten der Kohle
- Disasters of War: Part 1
- Disasters of War: Part 2/Hiroshima
- Disasters of War: Part 9/Arminius Project
- Gododdin (in collaborazione con i Test Dept)

### Dal 1989 al 1997
- Gododdin
- Disasters of War: Part 10
- Pax
- Patagonia
- Los Angeles III
- Arturius Rex 2: Camlann